# Zanclea costata
Zanclea costata is een hydroïdpoliep uit de familie Zancleidae. De wetenschappelijke naam van de soort werd in 1857 gepubliceerd door Karl Gegenbauer.